# ألتوكوفو (برجانسك)
ألتوكوفو (بالروسية: Алтухово) هي مدينة في مقاطعة بريانسك أوبلاست في روسيا.